# Loven om virkelig store tal
Loven om virkelig store tal er en regel, som siger at med en prøvestørrelse stor nok vil enhver uhyrlig ting som er sandsynlig ske. Fordi vi aldrig finder det bemærkelsesværdigt, når sandsynlige begivenheder indtræffer, fremhæver vi usandsynlige hændelser og bemærker dem mere. Loven har til formål at aflive et element af formodede overnaturlige fænomenologi.

## Eksempel
For et forenklet eksempel på loven, antag at en given hændelse sker med en sandsynlighed på 0.1%. Så sandsynligheden for, at denne usandsynlige tilfælde ikke sker i et enkelt forsøg er 99.9% = 0.999.
I en stikprøve på 1000 uafhængige forsøg, er sandsynligheden for at hændelsen ikke sker i nogen af dem 0.9991000, eller 36.8%. Sandsynlighed for, at begivenheden sker mindst én gang i 1000 forsøg derefter 1 − 0.368 = 0.632 eller 63.2%. Sandsynligheden for, at det sker mindst én gang i 10.000 forsøg er 1 - 0.99910000 = 0.99995 = 99.995%.
Det betyder, at dette "usandsynlige tilfælde" har en sandsynlighed på 63,2% for at ske, hvis der gennemføres 1.000 uafhængige forsøg, eller over 99,9% for 10.000 forsøg. Med andre ord en meget usandsynlig begivenhed, givet nok forsøg med nogle faste antal træk per forsøg, er endnu mere tilbøjelige til at forekomme.

## Som kritik af pseudovidenskab
Loven kommer oftest op i kritik af pseudovidenskab. Det holder at jo flere forudsigelser en påstået synsk person laver, jo bedre odds er der at en af dem vil ramme rigtigt. Så hvis det går i opfyldelse, er det psykisk normalt af os at glemme det store flertal, som ikke gik i opfyldelse.
Mennesker kan være modtagelige for denne fejlslutning. En lignende manifestation kan findes i gambling, hvor spillere har en tendens til at huske deres sejre og glemme deres tab, og dermed holde et oppustet billede af deres reelle gevinster.